# قصة قصيرة

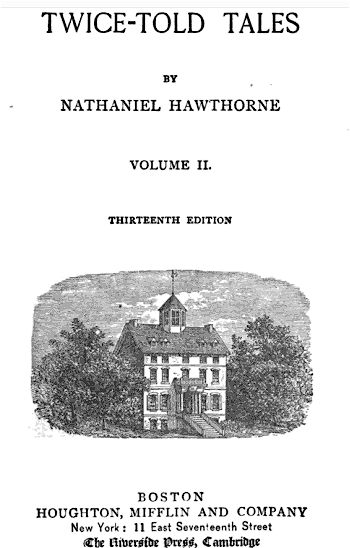

القصة القصيرة أو الأقصوصة هي نوع أدبي ويكون سرد حكائي نثري أقصر من الرواية، وتهدف إلى تقديم حدث وحيد غالبا ضمن مدة زمنية قصيرة ومكان محدود غالبا لتعبر عن موقف أو جانب من جوانب الحياة، لا بد لسرد الحدث في القصة القصيرة أن يكون متحدا ومنسجما دون تشتيت. وغالبا ما تكون وحيدة الشخصية أو عدة شخصيات متقاربة يجمعها مكان واحد وزمان واحد على خلفية الحدث والوضع المراد الحديث عنه. الدراما القصة القصيرة تكون غالبا قوية وكثير من القصص القصيرة تمتلك حسا كبيرا من السخرية أو دفقات مشاعرية قوية لكي تمتلك التأثير وتعوض عن حبكة الأحداث في الرواية. يزعم البعض أن تاريخ القصة القصيرة يعود إلى أزمان قديمة مثل قصص العهد القديم عن الملك داود، وسيدنا يوسف وراعوث. لكن بعض الناقدين يعد القصة القصيرة نتاج تحرر الفرد من ربقة التقاليد والمجتمع وبروز الخصائص الفردية على عكس النماط النموذجية الخلاقية المتباينة في السرد القصصي القديم.
يغلب على القصة القصيرة أن يكون شخوصها مغمورين وقلما يرقون إلى البطولة والبطولية فهم من قلب الحياة حيث تشكل الحياة اليومية الموضوع الأساسي للقصة القصيرة وليست البطولات والملاحم.
ويعد إدغار آلان بو من رواد القصة القصيرة الحديثة في الغرب. وقد ازدهر هذا اللون من الأدب، في أرجاء العالم المختلفة، طوال قرن مضى على أيدي موباسان وزولا وتورغينيف وتشيخوف وهاردي وستيفنسون، ومئات من فناني القصة القصيرة. وفي العالم العربي بلغت القصة القصيرة درجة عالية من النضج على أيدي يوسف إدريس في مصر، وأحمد بوزفور في المغرب، وزكريا تامر في سوريا.

## حاليًا
يصل عدد كتاب القصة القصيرة في القرن الواحد والعشرين إلى الآلاف
لا تزال المبيعات العالمية من القصص الخيالية القصيرة قوية. فقد قفزت مبيعات المملكة المتحدة 45٪ في عام 2017، مدفوعةً بمجموعات لأسماء عالمية مثل أليس مونرو، والكتاب الجدد لهذا النوع مثل توم هانكس، وإحياء صالونات القصة القصيرة، مثل تلك التي تنظمها شركة القصة الخيالية القصيرة، واستديوهات بّن دروبّ.
بِيع أكثر من 690,000 نسخة من القصص القصيرة والمختارات الأدبية في المملكة المتحدة عام 2017، محققةً 5880000 يورو، وهي أعلى مبيعات لهذا النوع منذ عام 2010.

## صالونات القصة القصيرة
عام 2012، أطلقت استديوهات بّن دروب صالون القصة القصيرة الذي عقد بانتظام في لندن وغيرها من المدن الكبرى. كتاب القصة القصيرة الذين تواجدوا في الصالون لقراءة قصصهم القصيرة لجمهور مباشر هم بن أوكري، وليونيل شرايفر، وإليزابيث داي، وإيه.إل.كينيدي، وويل سيلف، وويليام بويد، وغراهام سويفت، وديفيد نيكولز، وويل سيلف، وسيباستيان فولكس، وجوليان بارنز، وإيفي ويلد، وكلير فولر.

## جوائز القصة القصيرة
تجذب جوائز القصة القصيرة البارزة مثل جائزة صنداي تايمز للقصة القصيرة وجائزة استديوهات بّن دروبّ للقصة القصيرة المئات من المشاركات كل عام. إذ يشارك فيها كتاب سبق لهم النشر وآخرون لم يسبق لهم، فيرسلون قصصهم من جميع أنحاء العالم.
عام 2013 ، مُنحت أليس مونرو جائزة نوبل في الأدب – وقُرأ في الإشادة بها أنها «سيدة القصة القصيرة المعاصرة.» وقالت إنها تأمل في أن تجلب الجائزة القراء للقصة القصيرة، وكذلك التعرف على القصة القصيرة لاستحقاقها ذلك، بدلاً من كونها «شيء يفعله الناس قبل أن يكتبوا روايتهم الأولى». وقد ذكرت قصصًا قصيرة فيما يتعلق بالجائزتين الآخرين أيضًا، بول هيس عام 1910 وغابرييل غارسيا ماركيز عام 1982.

## الطول
يُعَد تحديد ما يفصل القصة القصيرة بالضبط عن القوالب الخيالية الأكثر طولاً إشكاليًا. فالتعريف الكلاسيكي للقصة القصيرة هو أنه ينبغي للمرء أن يكون قادرًا على قراءتها في جلسة واحدة، وهي نقطة أبرزها مقال إدغار آلان بو «فلسفة التأليف» (1846).
يعد تفسير هذا المعيار إشكالاً في الوقت الحاضر، لأن الطول المتوقع لـ «جلسة واحدة» ربما يكون الآن أقصر مما كان عليه الحال في عهد بو.
ليس للقصص القصيرة طول محدد. فمن حيث عدد الكلمات، لا توجد حدود رسمية بين النادرة، والقصة القصيرة، والرواية. بدلاً من ذلك، تقدم معايير القالب من خلال السياق البلاغي والعملي الذي تنتج وتقدر فيه قصة معينة، فقد يختلف ما يشكل قصة قصيرة بين الأنواع والبلدان والعصور والمعلقين. مثل الرواية، تعكس البنية الغالبة للقصة القصيرة مطالب الأسواق المتاحة للنشر فيها، ويبدو أن تطور القالب مرتبط ارتباطًا وثيقًا بتطور صناعة النشر وإرشادات التقديم للدور المكونة لها.
كنقطة مرجعية لكاتب هذا النوع، حدد كُتاب أميركا للخيال العلمي والخيال طول القصة القصيرة في إرشادات التقديم لجائزة نيبولا للخيال العلمي باحتوائها على عدد كلمات أقل من 7500 كلمة.
تعتبر القصص الأطول التي لا يمكن تسميتها روايات في بعض الأحيان «أقصوصات» أو روايات قصيرة و، مثل القصص القصيرة قد تُجمع في شكل «المجموعات» الأكثر قابلية للتسويق وغالبا ما تحتوي على قصص لم تنشر من قبل. في بعض الأحيان، يقرر المؤلفون الذين ليس لديهم الوقت أو المال لكتابة أقصوصة أو رواية أن يكتبوا قصصًا قصيرة عوضًا عن ذلك، والعمل على التوصل إلى اتفاق مع موقع الكتروني شهير أو مجلة لنشرهم من أجل الربح.

## تاريخيًا
كانت بشائر القصة القصيرة الأساطير، والحكايات الأسطورية، والحكايات الشعبية، والحكايات الخرافية، والخرافات، والنوادر التي وجدت بمختلف المجتمعات المحلية القديمة في جميع أنحاء العالم. وجدت هذه القطع القصيرة غالبًا في شكل شفهي، ونقلت من جيل إلى آخر في شكل شفهي. عثر على عدد كبير من هذه الحكايات في الأدب القديم، من الملاحم الهندية الرامايانا والماهابهاراتا إلى ملاحم هوميروس الإلياذة والأوديسة. وتعتبر ألف ليلة وليلة العربية، والتي جمعت لأول مرة ربما في القرن الثامن، هي أيضا مخزنًا للحكايات الشعبية والقصص الخرافية في الشرق الأوسط. بانبثاقها في القرن السابع عشر من تقاليد القص الشفوي والأعمال المكتوبة سالفة الذكر من العصور القديمة (التي تعتمد بدورها على التقاليد الشفهية)، نمت القصة القصيرة لتشمل مجموعة من الأعمال المتنوعة بشكلٍ يتحدى التوصيف السهل.